# Mervyn
Mervyn ist im englischen Sprachraum ein von dem walisischen Namen Merfyn abgeleiteter männlicher Vorname und Familienname.

## Namensträger

### Vorname
- Mervyn Alexander (1925–2010), britischer römisch-katholischer Bischof
- Mervyn Allen (1909–1976), walisischer Fußballspieler
- Mervyn Davies (1946–2012), walisischer Rugby-Union-Spieler
- Mervyn „Red“ Dutton (1898–1987), kanadischer Eishockeyspieler
- Mervyn A. Ellison (1909–1963), irischer Astronom
- Merfyn Frych (auch: Merfyn Frych ap Gwriad, Merfyn der Sommersprossige, Sohn von Gwriad; † 844), regierte von 825 bis 844 das in Nordwestwales gelegene keltische Königreich Gwynedd
- Mervyn Griffiths (1909–1974), walisischer Fußballschiedsrichter
- Richard Mervyn Hare (1919–2002), englischer Moralphilosoph
- Mervyn Jones (1922–2010), britischer Journalist und Schriftsteller
- Mervyn King (Dartspieler) (* 1966), englischer Dartspieler
- Mervyn King, Baron King of Lothbury (* 1948), britischer Finanzwissenschaftler und Bankier
- Mervyn LeRoy (1900–1987), US-amerikanischer Filmregisseur und -produzent
- Eric Mervyn Lindsay (1907–1974), irischer Astronom
- Mervyn Peake (1911–1968), britischer Schriftsteller und Illustrator
- Terence Mervyn Rattigan (1911–1977), englischer Dramatiker und Drehbuchautor
- Mervyn Rose (1930–2017), australischer Tennisspieler
- Mervyn Stegers (* 1951), niederländischer Politiker
- Mervyn Taylor (1931–2021), irischer Politiker (Irish Labour Party)
- Mervyn Wall (1908–1997), irischer Schriftsteller
- Mervyn Wood (1917–2006), australischer Ruderer

### Familienname
- Glen Mervyn (1937–2000), kanadischer Ruderer
- William Mervyn (1912–1976), britischer Schauspieler

### Sonstiges
- Mount Mervyn, Berg im Mac-Robertson-Land, Antarktika